# Carmen Jiménez
Carmen Jiménez Serrano (n. 21 septembrie 1920, La Zubia⁠(d), Andaluzia, Spania – d. 19 octombrie 2016, Sevilla, Andaluzia, Spania) a fost o pictoriță, sculptoriță și profesoară spaniolă.

## Biografie

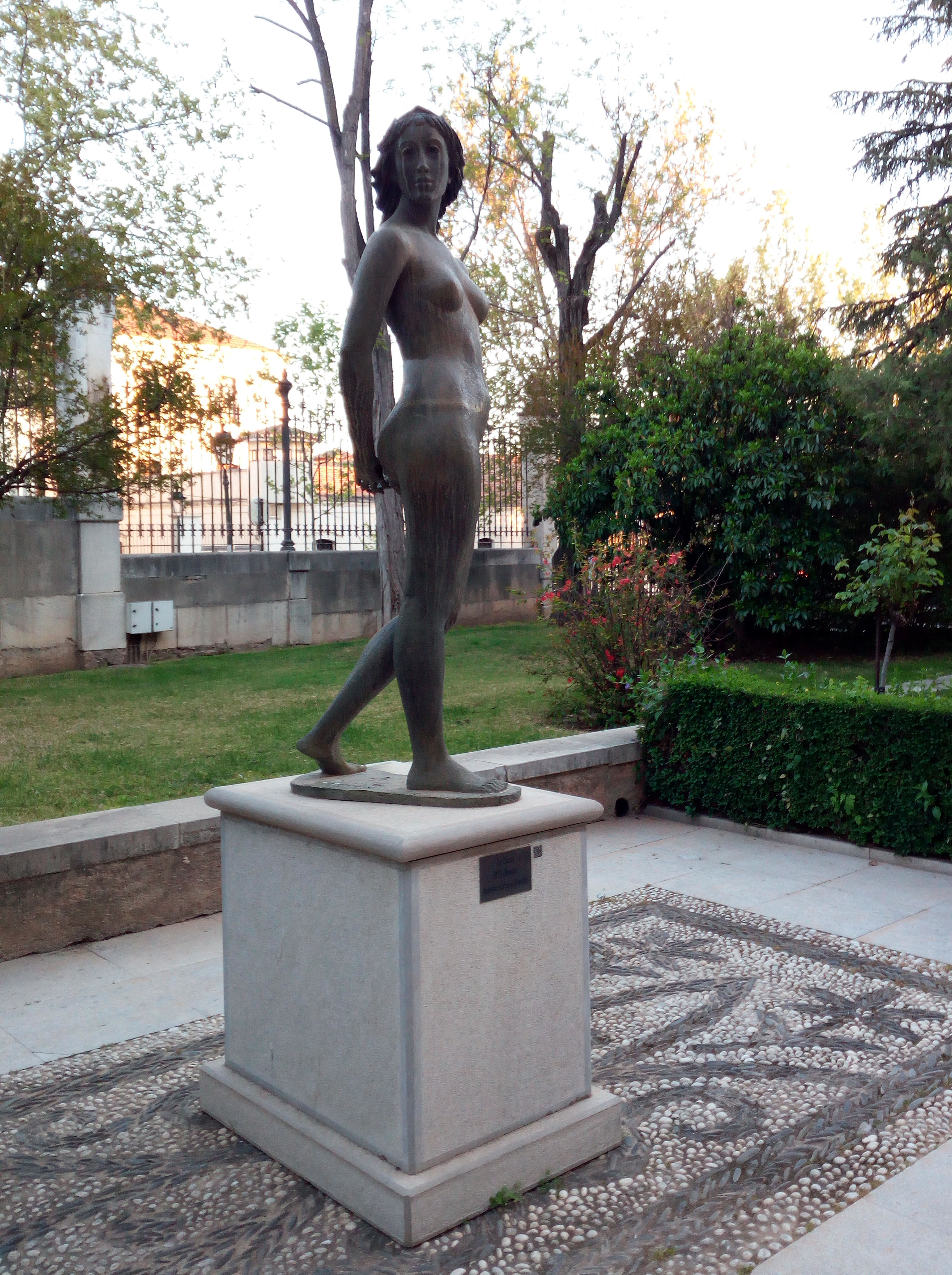
Dansul (1975) la Universitatea din Granada

Carmen Jiménez s-a născut în La Zubia⁠(d) la 21 septembrie 1920. Și-a început studiile artistice la Școala de Arte și Meserii din Granada, la scurt timp după încheierea Războiului Civil în 1939. Deși inițial a preferat să studieze broderia, contactul cu alți elevi ai școlii, cum ar fi pictorul Miguel Pérez Aguilera și sculptorul Nicolás Prados López, care aveau să studieze mai târziu artele plastice la Madrid, a determinat-o să-și pregătească dosarul de înscriere la Real Academia de Bellas Artes de San Fernando. Între timp, a lucrat la un atelier de sculptură, creând imagini religioase. S-a înscris la școala de la Madrid pentru anul universitar 1940–1941, datorită veniturilor sale și a unei burse din partea consiliului orașului La Zubia. Acolo a studiat pictura și și-a descoperit, cu Enrique Pérez Comendador, înclinația pentru sculptură.
În 1944 s-a căsătorit cu sculptorul Antonio Cano Correa (1909–2009). Când acesta a obținut postul de profesor la Real Academia de Bellas Artes de Santa Isabel de Hungría⁠(d) din Sevilla, s-a mutat cu el în orașul andaluz și a început să lucreze ca asistentă la catedra de Modelare și Compoziție la aceeași școală. În 1984 avea să obțină ea însăși catedra – prima femeie care a făcut acest lucru – și a continuat să ocupe această funcție atunci când școala de arte plastice a fost adusă în subordinea Universității din Sevilla.
A murit la Sevilla pe 19 octombrie 2016, la vârsta de 96 de ani.

## Moștenire
Experții au lăudat „estetica și frumusețea formelor și dimensiunilor sale, încărcate de ritm, proporție și armonie”, „în care predomină interesul pentru figura umană”. La rândul său, Juan Manuel Miñarro evidențiază calitatea ei de artistă și de profesoară, „capabilă să transmită foarte bine meșteșugul”. Pictorul și sculptorul Ricardo Suárez subliniază expresivitatea lucrărilor realizate cu noroi, a sculpturii în piatră și marea măiestrie a volumetriei. Profesorul Emilio Gómez Piñol apreciază marea calitate a întregii sale opere.
Lucrările ei sunt expuse la Muzeul de Artă Contemporană⁠(d) din Madrid, la Muzeul de Arte Frumoase din Sevilla, la Círculo de Bellas Artes⁠(d), la biblioteca Universității din Granada și la Muzeul de Arte Frumoase din Sevilla.

## Premii și onoruri
- Medalie la Círculo de Bellas Artes (1949)
- Premiul Național de Sculptură (1951)[6]
- Medalia de aur la Expoziția Națioanlă de Arte Frumoase (1952)[5][6]
- Medalie de aur la Expoziția Națioanlă de Arte Frumoase (1958)[4]
- Medalie de onoare la Real Academia de Bellas Artes de Santa Isabel de Hungría (1981)[4][5]
- Medal of Honor of the Real Academia de Bellas Artes de Nuestra Señora de las Angustias (2010)
- Academician corespondent al Real Academia de Bellas Artes de San Fernando[4]